# Villagatón
Villagatón é um município da Espanha na província de León, comunidade autónoma de Castela e Leão, de área 167,50 km² com população de 734 habitantes (2004) e densidade populacional de 4,38 hab/km².

## Demografia
| Variação demográfica do município entre 1991 e 2004 | Variação demográfica do município entre 1991 e 2004 | Variação demográfica do município entre 1991 e 2004 | Variação demográfica do município entre 1991 e 2004 |
| --------------------------------------------------- | --------------------------------------------------- | --------------------------------------------------- | --------------------------------------------------- |
| 1991                                                | 1996                                                | 2001                                                | 2004                                                |
| 1057                                                | 912                                                 | 777                                                 | 734                                                 |